# Erica sphenanthera
Erica sphenanthera är en ljungväxtart som beskrevs av Ignaz Friedrich Tausch. Erica sphenanthera ingår i släktet klockljungssläktet, och familjen ljungväxter. Inga underarter finns listade i Catalogue of Life.